# Upojni papir
Upojni papir ili bugačica (mletački tal.) je bezdrvni ili srednjefini papir s velikom sposobnošću upijanja tekućina (tinte) i širokim granicama gramature (od 35 do 350 g/m2) i debljine (od 0,12 do 0,30 mm). Za izradu služi pamuk i sulfatna celuloza. 

## Bezdrvni papir
Bezdrvni papir sadrži bijeljenu ili nebijeljenu celulozu bez primjese drvenjače. Upotrebljava se kao kvalitetan pisaći i tiskovni papir.

### Dobivanje celuloze
Celuloza se proizvodi izolacijom (izdvajanjem) iz crnogoričnoga (smreka, jela, bor) i bjelogoričnoga drva (topola, bukva, breza) i drugih vlaknastih sirovina (pamuk, lan, konoplja, juta, slama) u obliku staničevine, vlaknaste tvari koja može sadržavati i do 99% celuloze. Obradom mehanički usitnjene i očišćene sirovine kemikalijama na povišenoj temperaturi uklanjaju se lignin, smola i nepoželjni prirodni polisaharidi (hemiceluloza). Način i stupanj uklanjanja primjesa određuju udio celuloze u proizvodu, a ovise o njegovoj namjeni i upotrebi. Najviše se primjenjuje sulfatni postupak (dobiva se sulfatna celuloza u obliku dugih i čvrstih vlakana), u kojem se celulozna masa nakon iskuhavanja (5 sati na 100 do 180 °C) s natrijevim hidroksidom i natrijevim sulfidom odvaja od preostaloga luga, čisti, pere i po potrebi izbjeljuje. Lug se regenerira isparavanjem, dodavanjem natrijeva sulfata radi nadoknade potrošenog natrija, spaljivanjem i kaustificiranjem. Sličan je i natronski (soda) postupak, u kojem je aktivna alkalija natrijev hidroksid, a lug se regenerira natrijevim karbonatom. Zbog manje obojenosti proizvoda prije bijeljenja, prije se više primjenjivao sulfitni postupak, u kojem se za iskuhavanje sirovine upotrebljavala sumporasta kiselina i kalcijev hidrogensulfit. U tom se postupku lug nije regenerirao, a njegovo je sekundarno iskorištavanje bilo ograničeno. Djelomična regeneracija luga moguća je upotrebom magnezijeva hidrogensulfita, što je u ekološkom smislu mnogo povoljnije.

### Pamuk
Pamučna su vlakna suviše duga (od 10 do 50 mm) i preskupa za uobičajenu proizvodnju papira. Međutim, na ljusci sjemenke nakon odvajanja vlakana zaostaju kratka vlakna duljine od 4 do 6 mm, takozvani pamučni linter. Nakon uklanjanja površinskog voska zagrijavanjem u blagoj natrijevoj lužini, ispiranja i mljevenja dobije se vlaknasta masa za proizvodnju vrlo kvalitetnih i skupih papira jer se radi o sirovini s više od 92% čiste celuloze.